# Habla ahora (canción)
«Habla ahora» es una canción escrita e interpretada por la cantante mexicana María José que fue incluida dentro del quinto album de estudio del mismo nombre. Fue lanzado como el segundo sencillo del álbum el 9 de septiembre de 2016 por su discográfica OCESA Seitrack.

## Significado de la canción
Líricamente, la canción habla sobre como vivió una ruptura sentimental y lo que esta haciendo para tratar de olvidarla y superarla.

## Vídeo musical
El video musical de la canción fue filmado en México y se muestra a la cantante en varios rincones de una casa lujosa y elegante, cantando y bailando al tono de la canción.

## Posicionamiento en listas
| Lista                              | Mejor posición |
| ---------------------------------- | -------------- |
| Estados Unidos (Billboard Hot 100) | 11             |
| Estados Unidos (Latin Pop Songs)   | 9              |
| México (Mexico Espanol Airplay)    | 15             |
| México (Top 100 Digital)           | 74             |